# Долерен
Долерен (фр. Dolleren) насеље је и општина у источној Француској у региону Алзас, у департману Горња Рајна која припада префектури Тан.
По подацима из 2011. године у општини је живело 454 становника, а густина насељености је износила 54,24 становника/km². Општина се простире на површини од 8,37 km². Налази се на средњој надморској висини од 471 метар (максималној 1.075 m, а минималној 458 m).

## Демографија
| 1962. | 1968. | 1975. | 1982. | 1990. | 1999. | 2011. |
| ----- | ----- | ----- | ----- | ----- | ----- | ----- |
| 332   | 390   | 378   | 345   | 343   | 397   | 454   |

График промене броја становника у току последњих година